# تاد ويلوبي
تاد ويلوبي (بالإنجليزية: Tad Willoughby)‏ هو لاعب كرة قدم أمريكي في مركز الوسط، ولد في 8 سبتمبر 1960 في أوريغون في الولايات المتحدة. لعب مع Seattle Storm (soccer) ‏.